# Дзероли, Кевин
Ке́вин Дзеро́ли (итал. Kevin Zeroli; род. 11 января 2005) — итальянский футболист, полузащитник клуба «Милан»

## Клубная карьера
В возрасте 5 лет присоединился к академии «Милана». В июне 2023 года подписал контракт с клубом до 2027 года. В основном составе «россонери» дебютировал 30 декабря 2023 года, выйдя на замену в матче итальянской Серии А против «Сассуоло».

## Карьера в сборной
Дзероли родился в Италии в семье итальянца и нигерийки и имеет двойное гражданство. В ноябре 2023 года сыграл за сборную Италии до 19 лет в отборочных матчах к чемпионату Европы 2024 до 19 лет.

## Стиль игры
Будучи центральным защитником в юности, Дзероли является классическим полузащитником.

## Личная жизнь
Его брат, Брайан Дзероли, также является футболистом.

## Достижения
«Милан»
- Обладатель Суперкубка Италии: 2024